# Xã Rock Creek, Quận Cowley, Kansas
Xã Rock Creek (tiếng Anh: Rock Creek Township) là một xã thuộc quận Cowley, tiểu bang Kansas, Hoa Kỳ. Năm 2010, dân số của xã này là 243 người.